# Munktorps-Ekeby
Das Fauna-Flora-Habitat-Gebiet Munktorps-Ekeby liegt beim gleichnamigen Gehöft  nahe der Ortschaft Munktorp, Gemeinde Köping, Provinz Västmanslands län im Südosten Schwedens. Das nur etwa 10 Ar große Schutzgebiet umfasst lediglich einen kleinen Teich, der von Kammmolchen (Triturus cristatus) bewohnt wird. Der Teich wird von landwirtschaftlich genutzten Flächen umgeben.
Munktorps-Ekeby ist das kleinste der schwedischen FFH-Gebiete.

## Schutzzweck
Folgende Arten von gemeinschaftlichem Interesse sind für das Gebiet gemeldet:
| Bild      | EU Code | * | Art       | wissenschaftlicher Name | Artengruppe |
| --------- | ------- | - | --------- | ----------------------- | ----------- |
| Kammmolch | 1166    |   | Kammmolch | Triturus cristatus      | Amphibien   |